# RŽD Arena
La RŽD Arena (in russo РЖД Арена?), già nota come Stadio Lokomotiv (in russo стадион Локомотив?) è uno stadio di calcio della città di Mosca, in Russia.
Ospita le partite casalinghe della Lokomotiv Mosca. Ha ospitato le partite di qualificazione al campionato mondiale del 2010 della Russia, che però fallì l'obiettivo della qualificazione. 
L'impianto è stato inaugurato nel 1935 con il nome Stalinec e ristrutturato nel 2002. La capienza è di 27 084 spettatori .
Il 5 agosto 2017 la società ha annunciato il cambio di denominazione dell'impianto in RŽD Arena, stante la stipula di un accordo con le Ferrovie russe.